# 李健和
李健和（1967年10月20日—），男，坪洲人，香港足球運動員，司職右中場，球員年代綽號「和仔」，現今足球評述員綽號「和哥」，於2009年6月掛靴後在2008年至2013年曾擔任東方沙龍主教練。
出身於東方的李健和曾經效力於麗新花花、麗新、南華、晨曦及華家堡，期間曾經效力於新加坡球會芽籠聯，成為首位於東南亞職業足球聯賽效力的香港華人足球運動員。其職業生涯長達逾20年，被譽為球壇長青樹，期間3度當選香港足球先生（1993年、1994年及2003年），僅次於4度獲獎的胡國雄。此外，李健和曾經擔任香港足球代表隊隊長，其一頭捲曲的長髮為其獨有的標誌，和另外一位香港球星歐偉倫合稱「左倫右李」。
2007年年中，李健和擔任香港足球代表隊主教練。於2008/09球季結束後，李健和宣佈退役，其最後一場正式比賽是為東方於2009年亞洲足協盃分組賽作客越南ACB河內。及後，香港足球總會為了表揚李健和多年來為香港足球所作出的貢獻，於同季香港足球明星選舉中特別增設「足壇之光」獎項授予予他。李健和於球場上的成就，也令其成為香港足球咭牌遊戲Victory 3的首位香港球員。2010年，李健和當選坪洲鄉事委員會街坊代表。
於2018年接受訪問時表示，世界盃最好看的地方是國家隊不能像球會一般用錢堆砌、買球員。而他始終認為，大家對賽果要有疑惑才過癮好玩。

## 球員生涯

### 早年
1967年，李健和生於香港離島區的坪洲，父母務農為生，上有四名姊姊及兩名哥哥，是家中么子。小學就讀於現已停辦的菜園行公立學校，於二年級開始接觸足球運動，課餘在坪洲唯一的山頂球場踢球。李健和自小無心向學，小二及小五期間曾兩度留級。最終仍可升讀位於香港島跑馬地的三育中學。李健和乘機報讀由市政局舉辦的足球訓練班，放學後前赴學校附近的跑馬地球場接受正規足球訓練。半年後投考菱電青年軍獲得取錄，一面讀書一面踢球，他亦入選香港青年軍，每週一、兩天前往沙田的銀禧體育中心接受郭家明、黎新祥和陳融章的訓練。但菱電僅維持一季便宣佈解散，青年軍教練畢偉康轉投東方，李健和隨同過檔繼續接受訓練，並於完成中二後向父母表明退學踼球的意向。於是在完成中二年級課程後簽約東方後入住宿舍開始過獨立生活，期間曾兼職車房負責為車輛入咪錶，其後獲東方足主林建名介紹入麗新集團旗下的製衣廠工作。

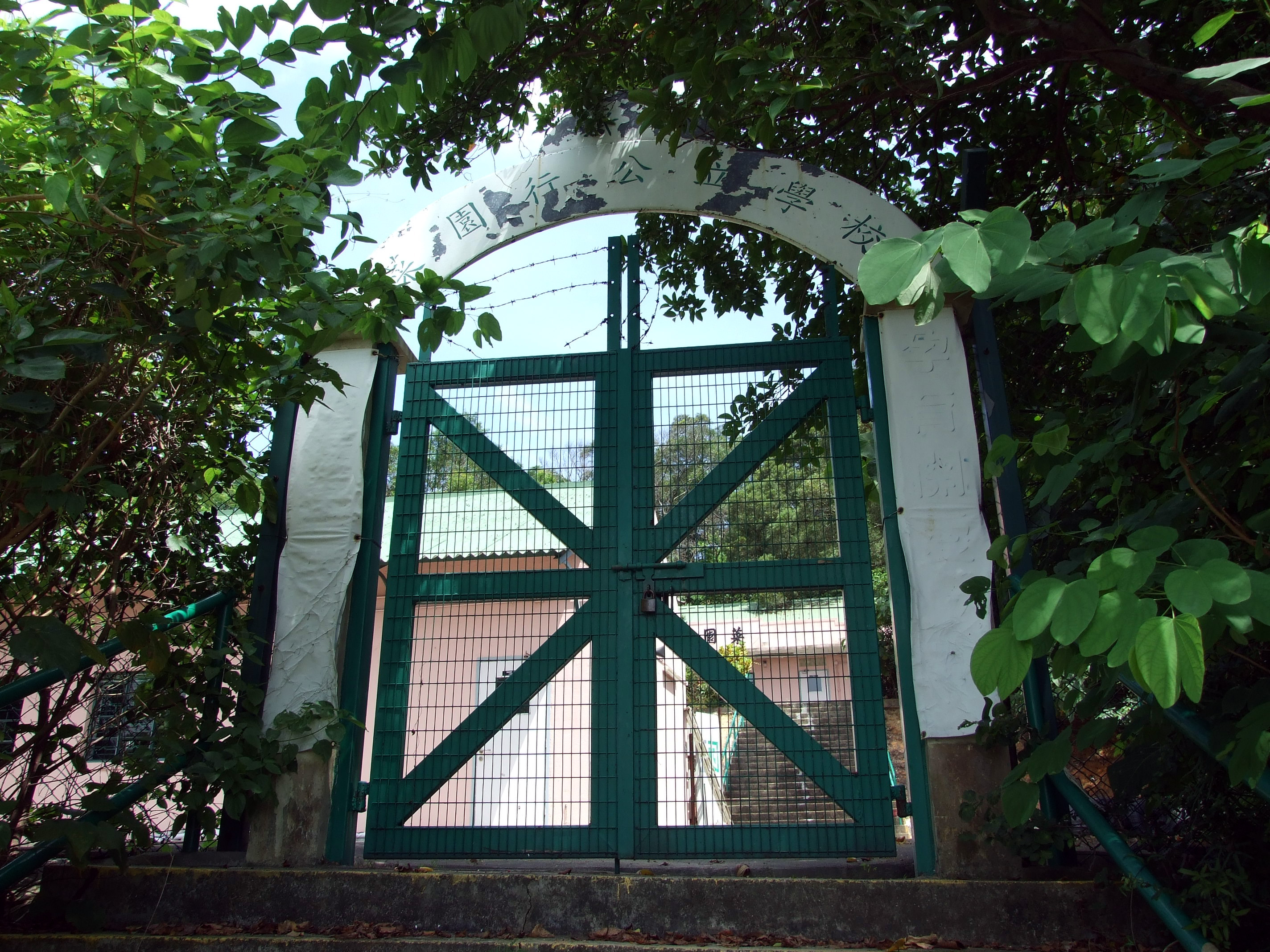
李健和的母校菜園行公立學校
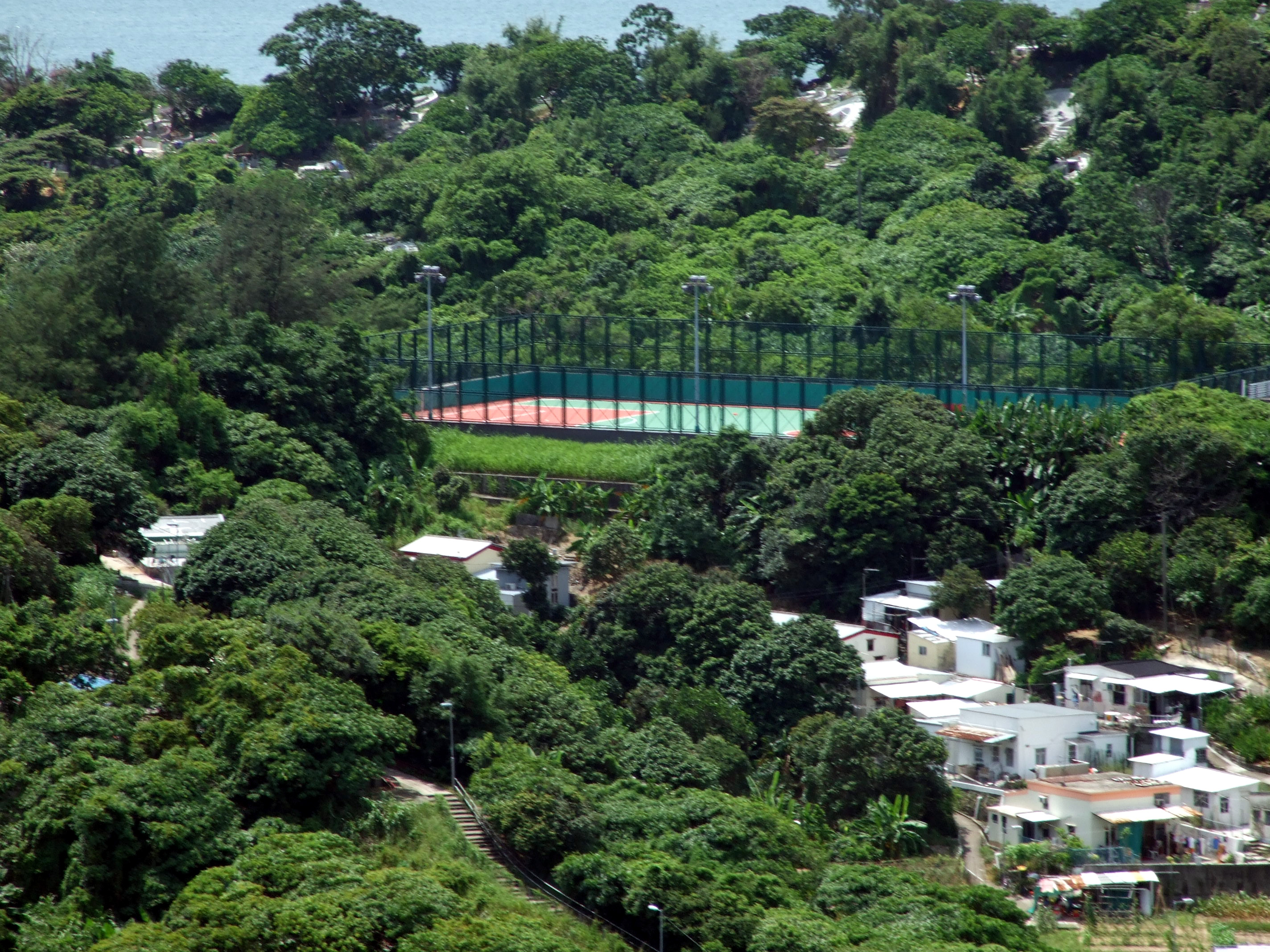
李健和最初踢球的山頂球場

### 東方及麗新年代
李健和在1985年10月13日，以不足18歲之齡首次為東方上陣對海峰，在一年後當時19歲的他就取得他職業生涯第一個獎盃—— 1986/87年度高級銀牌冠軍。之後效力麗新花花及麗新，3季後又再回到東方，正在球員生涯最高峰的他，與譚兆偉、譚拔士協助東方展開該隊史上最輝煌的4年的「東方皇朝」，連續奪得3屆香港甲組足球聯賽冠軍。1991年，當年未夠24歲的李健和，曾短暫效力於新加坡球會芽籠聯，協助球隊贏得當地的足總盃冠軍。在1994年4月5日，南華對巴甲球隊聖保羅的表演賽。聖保羅當時剛連續兩年奪得洲際盃（1993年擊敗巴塞隆拿及1994年擊敗AC米蘭），陣中擁有卡富、李安納度及祖連奴等世界級球星。李健和當時與東方隊友譚拔士一同被南華借用，賽前外界認為該場友賽純粹是一場巴西球星展示世界級球技的表演，但賽事出人意表，南華踢出精彩的一仗，最終冷門地以4：2獲勝。李健和作出多次在右路突破，更替球隊射進了第四球（首三球均為譚拔士所入）。

### 南華年代
由1995年至2003年，李健和效力南華八個球季，協助南華奪得無數錦標，度過足球生涯第二個高峰，更於2002-03第三度獲得香港足球先生的殊榮。2000年5月28日，在澳門舉行的港澳埠際賽中，隊長李健和在一次攔截時被球証判罰。他和球証徐國權理論時被紅牌驅逐離場後，因為對球証的判決不滿，繼而將球猛力射向球証，結果被亞洲足協判罰停賽一年，為其職業生涯中的一個污點。球証徐國權被侵犯後，揮拳擊打李健和，結果被亞洲足協重罰終身不准執法。2001年9月16日，李健和復出帶領南華在聯賽揭幕戰出戰愉園。

### 晨曦年代
2004/05賽季，晨曦囊括香港全部 4 項主要足球賽事，李健和為球隊重要成員。
在2006/07賽季，李健和在39歲的高齡下仍有很好的表現，在聯賽方面，晨曦受到球隊老化及鋒線積弱的影響下，仍能在季尾回勇取得季軍。而李健和亦帶領晨曦晉身高級銀牌決賽，決賽當日李健和以隊長身份代替四強對傑志被罰紅牌的利偉倫擔任右後衛出戰，在上半場40分鐘，馬斯奧和李健和在右路一個配合後由朱兆基傳中給遠柱接應的羅志焜衝前抽射入網，可是晨曦領先1球後，被南華反超前，最終輸1:2。在亞洲足協盃賽場上，晨曦繼續有很好的成績，在小組位於榜首，出線在望，但因李健和拉傷腳底筋腱，使到晨曦未能提早晉級半準決賽。

## 教練生涯

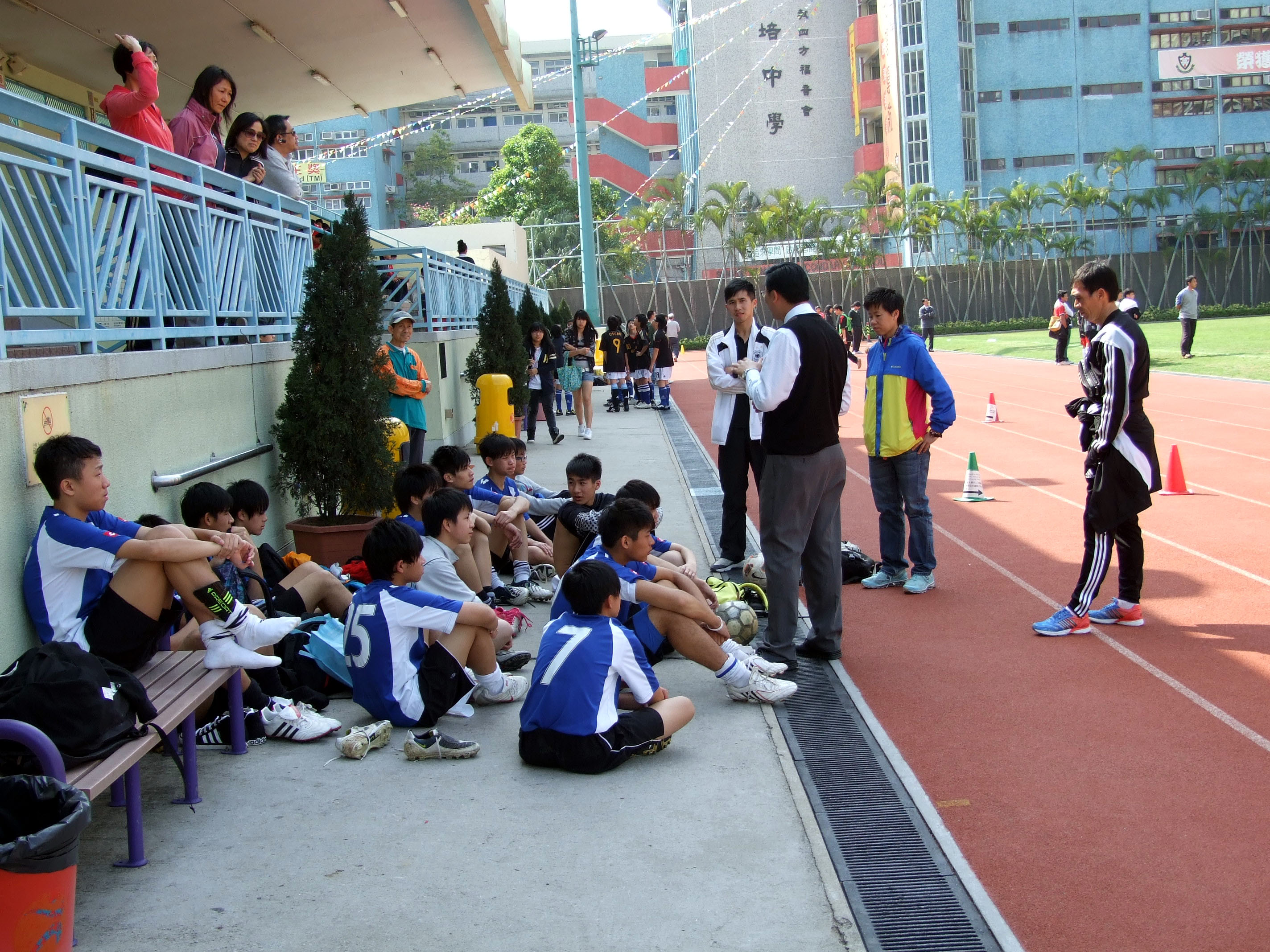
李健和擔任校隊教練

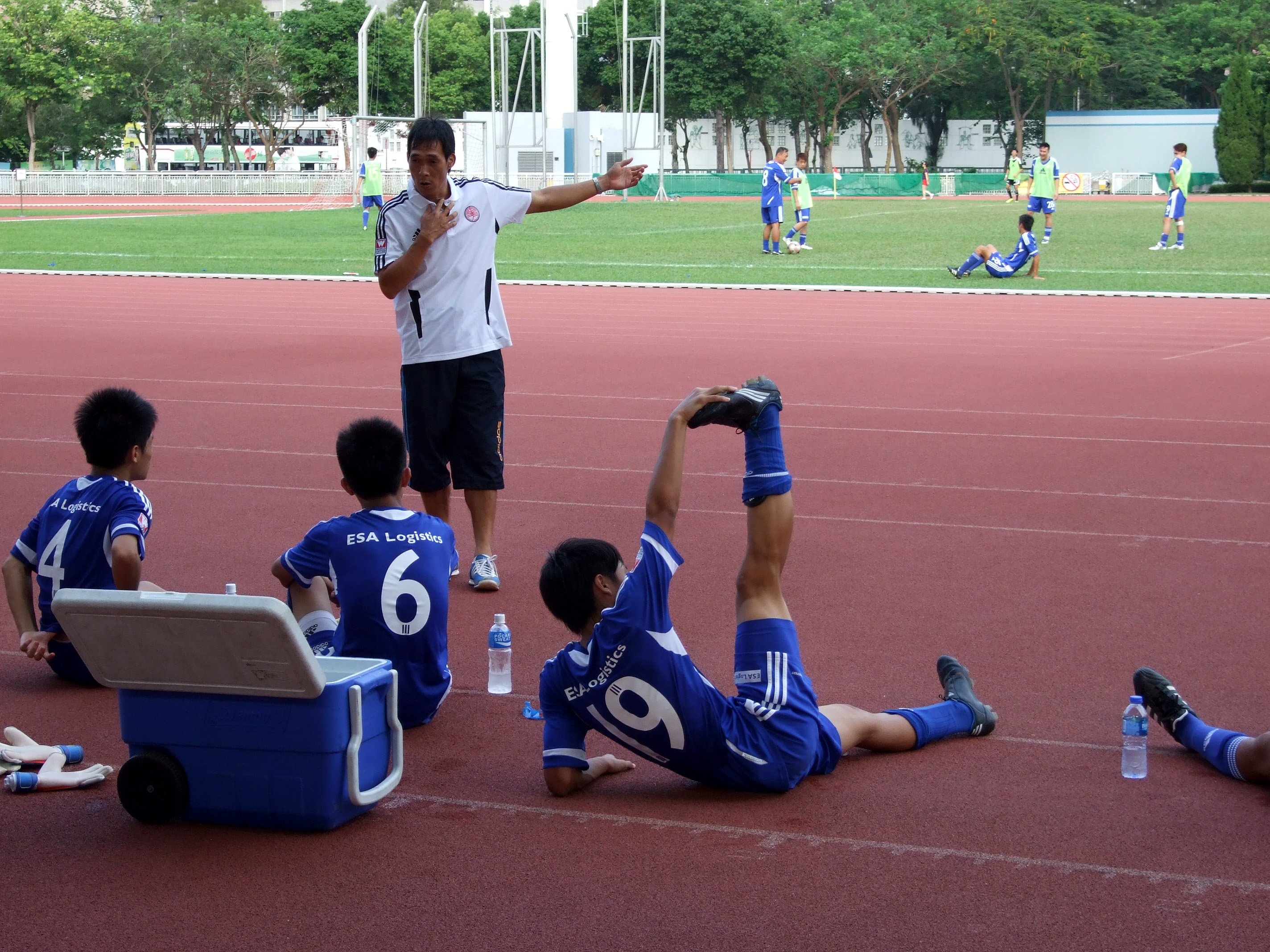
李健和指導東方年青小將

### 青訓教練
李健和協助香港培訓新一代足球員，曾擔任香港09教練。2009年開始，李健和擔任中華基督教會桂華山中學校隊教練，於2010年開始到中華基督教會何福堂書院擔任校隊教練。

### 香港足球代表隊主教練
李健和於2007年被委任為香港足球代表隊的主教練，帶領香港隊參加在澳門舉行的2008年東亞足球錦標賽預賽。李健和革新香港隊引入3-4-3陣式和短傳進攻踢法，套用在新球隊身上﹕「今次改變港隊踢法的成效，其實我感到滿意，只是不滿時間太短，未能使球員完全適應便需結束。我會把理念帶到新球隊中，期望從中培育有實力的新秀。」香港隊在預賽中被淘汰後，李健和隨即宣布不會繼續執教香港足球代表隊。
以下是他帶領港隊國際賽成績：
- 01-06-2007 - 國際友誼賽 - 印尼 3–0 香港 - Gelora Bung Karno Stadium（印尼雅加達）
- 10-06-2007 - 港澳埠際賽 - 香港 2–1 澳門足球代表隊 - 掃桿埔遊樂場（香港）
- 19-06-2007 - 東亞足球錦標賽預賽 - 中華台北 1–1 香港 - 氹仔運動場（澳門）
- 21-06-2007 - 東亞足球錦標賽預賽 - 香港 15–1 關島 氹仔運動場（澳門）
- 24-06-2007 - 東亞足球錦標賽預賽 - 北韓 1–0 香港 氹仔運動場（澳門）

- 比賽次數：5場，勝2場，和1場，敗2場，入球18球，失球7球

### 華家堡
2007至08年球季，李健和於首次升上甲組的華家堡擔任球員兼教練。

### 重返東方
華家堡於2008年夏天宣布退出，李健和決定與領隊陳曉明，一同重返母會東方投入最後一季比賽，並繼續兼任主教練。而李健和在對屯門普高的比賽第41分鐘，以41歲之齡取得入球，協助球隊大勝。2009年5月14日，足總盃一球不敵天水圍飛馬後，正式告別本地賽事。2013至2014年度甲組足球聯賽，東方升上甲組，李健和續任球隊主教練至2013年10月後轉任球隊副總監。主教練一職由高尼路接替。
2017-18賽季，東方主教練司徒文俊在1月18日對陣傑志的港超聯比賽中大敗1:8，翌日向球會請辭球隊。東方隨即任命副主教練李健和擔任主教練一職，並於1月23日首次帶領東方出戰，在主場面對越南球會清化的亞冠盃外圍賽第二圈以2比4敗陣出局。隨後他在2018年2月4日帶領東方在聯賽以3–0擊敗香港飛馬取得接任後首場勝仗。

## 政治生涯
2010年，李健和因為不滿坪洲鄉事委員會主席林偉強未有盡力爲坪洲居民爭取利益，接受坪洲民選議員安慶英為首的「坪洲黃衫軍」邀請，參加坪洲鄉事委員會街坊代表選舉。李健和和盟友共17人參選，結果15人當選。

## 個人生活
李健和與父母一同居於坪洲的重建三層祖屋，一家居於二樓。李健和與太太經朋友介紹相識，兩人其後在鰂魚涌共築愛巢同居，直到1996年奉子成婚，婚後返回坪洲居住至今，其後誕下長子嘉華，於1999年再誕下女兒嘉愉。2002年，為了經常跟隨他的女兒健康著想，李健和戒除多年吸煙習慣。李健和的兒子李嘉華現時效力東方青年軍，協助球隊取得2010年NikeU15超級盃的亞軍，而女兒嘉愉則較喜愛排球。

## 球會榮譽
東方
- 聯賽：1992/93、1993/94、1994/95
- 足總盃：1992/93、1993/94
- 銀牌：1986/87、1992/93、1993/94

南華
- 聯賽：1996/97、1999/2000
- 足總盃：1995/96、1998/99、2001/02
- 銀牌：1995/96、 1996/97、1998/99、1999/2000、2001/02、2002/03
- 聯賽盃：2001/02

晨曦
- 聯賽：2003/04、2004/05
- 足總盃：2004/05、2005/06
- 銀牌：2004/05
- 聯賽盃：2002/03、2003/04、2004/05

## 個人榮譽
- 香港足球明星選舉最佳年青球員 一次（1986-87球季）
- 香港足球明星選舉最佳十一人 11次（1990-91、1991-92、1992-93、1993-94、1994-95、1995-96、2002-03、2003-04、2004-05、2005-06、2008-09球季）
- 香港足球先生 三次（1992-93、1993-94及2002-03球季）
- 香港足球明星選舉足壇之光 一次（2008-09球季)
- 前香港足球代表隊隊長
- 前香港足球代表隊主教練（2007年）

## 外部連結
- 香港足球總會網頁球員註冊資料 （页面存档备份，存于）
- 香港網絡大典：李健和 （页面存档备份，存于）